# Riksmötet 1975
Riksmötet 1975 var Sveriges riksdags vårsession 1975. Det pågick från riksmötets öppnande den 10 januari 1975 till riksmötets avslutning den 31 maj 1975. Detta var det första riksmötet, sedan 1974 års regeringsform avskaffat riksdagen som mötesform. Riksdagen som församling behölls dock enligt grundlagsändringen.
I riksdagen hade båda blocken (S+VPK och C+F+M) 175 mandat var, varför några voteringar fick avgöras genom lottning.
Riksdagens talman under riksmötet 1975 var Henry Allard (S).